# Promyllantor adenensis
Promyllantor adenensis és una espècie de peix pertanyent a la família dels còngrids.

## Descripció
- Pot arribar a fer 51,2 cm de llargària màxima.
- Nombre de vèrtebres: 116-122.
- 228 radis tous a l'aleta dorsal.
- 164 radis tous a l'aleta anal.[3][4]

## Hàbitat
És un peix marí i batidemersal que viu entre 2.227 i 2.325 m de fondària.

## Distribució geogràfica
Es troba a l'illa de Lord Howe i Nova Caledònia.

## Observacions
És inofensiu per als humans.